# Synagoge (Podivín)
Koordinaten: 48° 49′ 28,7″ N, 16° 50′ 45,7″ O

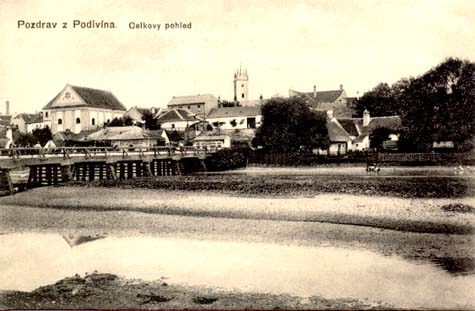
Ansichtskarte von Podivín mit Synagoge (links außen)

Die Synagoge in Podivín (deutsch Kostel, auch Podiwin), einer südmährischen Stadt in Tschechien, wurde vermutlich in der Mitte des 17. Jahrhunderts errichtet. Die Synagoge stand im südlichen Teil des Ghettos.
Das Synagogengebäude wurde nach 1945 abgerissen.